# Gochang
Quận Gochang (Hán-Việt: Cao Sưởng) là một quận ở đạo (tỉnh) Jeolla Bắc, Hàn Quốc. Đây là khu vực nông nghiệp. Quận này là nơi có  Cao đẳng bách nghệ Gochang.
Dân địa phương nổi tiếng có nhà thơ Midang (Vị Đường).
Chùa Seonunsa (Thiền Vân tự) nằm ở quận Gochang.  Các mộ đá nằm ở quận này nằm trong danh sách di sản thế giới UNESCO.

Cờ Gochang cũ